# Fremenek
A fremenek Frank Herbert A Dűne című regényének (illetve filmes és egyéb feldolgozásainak) Arrakis bolygón élő kitalált népe.
"Az Impérium Nagyszótára szerint: homokkalózok."
A fremen az Arrakis (ismertebb nevén „Dűne”) bolygó sivatagi nomád népe. Az Arrakis legfőbb terménye a „fűszer” (melanzs), mely a legértékesebb anyag a Dűne-univerzumban. A könyv jelen idejében (10191-ben, IV. Shaddam Padisah császár uralkodása alatt) a fremenek már ezer éve a Dűnén élnek. Az ide menekült Zenszuni Vándorok vallásos szekta leszármazottai. Teljes mértékben alkalmazkodtak a Dűne kíméletlen forró és száraz éghajlatához, a sivatagban a saját maguk által kifejlesztett és készített cirkoruhában közlekednek. Egyéni fegyverük a kriszkés.
A fremen nyelv az arab nyelv egy késői leszármazottja. Rituális célokra a csakobsza nyelvet is használják.
A fremen társadalom egysége a sziecs, ami megfelel egy-egy törzsnek. Minden törzsnek van egy gyakorlatilag teljhatalmú vezetője, a naib. Minden sziecsnek van egy Tisztelendő Anyja, aki a törzs teljes múltjának bölcs őrzője. A Tisztelendő Anyát Sayyadinák (=fremen papnő) veszik körül.
A fremen patriarchális társadalom, a többnejűség – praktikusan – megengedett.
A fremeneknek a fűszer fogyasztása miatt 12 éves korukra teljesen kék színűvé válik a szemük, ez az ún. „ibadszem”. A fremenek életmódjához tartozik továbbá a több méretben, fémből készült úgynevezett vízkarika, amely meghatározott vízmennyiséget képvisel. A vele egyenértékű vízmennyiség elvben felvehető a fremen víztározókból. A vízkarikáknak mély jelképes jelentőségük van a születéssel, a halállal és az udvarlási szertartással kapcsolatban. 
A fremen történelemben számos Zenszuni Vándor az ősbolygónak tekintette a Poritrin bolygót, bár nyelvük és mitológiájuk egyes részei sokkal ősibb eredetre utalnak. Vándorlásuk harmadik állomása a Salusa Secundus, a Birodalmi börtönbolygó volt. A fremen hagyományok szerint hét nemzedéken át voltak rabszolgák ezen a bolygón.